# Ewa Osińska
Ewa Osińska, deutsch auch Eva Osinska, (* 22. März 1941 in Warschau) ist eine polnische klassische Pianistin.

## Leben und Werk
Osińska studierte von 1960 bis 1965 am Konservatorium in Warschau bei Zbigniew Drzewiecki und Ryszard Bakst. Gleichzeitig studierte sie von 1960 bis 1963 an der Universität Warschau Romanistik. Sie absolvierte Vertiefungsstudien bei Vlado Perlemuter und Suzanne Roche am Pariser Konservatorium. An diesem Konservatorium wurde sie 1972 mit einem Preis für herausragende Leistungen vor allen Dingen als Maurice Ravel Spezialistin ausgezeichnet.
Osińska gewann 1968 den zweiten Preis beim Alfredo-Casella-Wettbewerb in Neapel (ein erster Preis wurde dort nicht vergeben.) und 1972 in Spanien den Wettbewerb von Jaén. Zusätzlich gewann sie in Jaén einen Sonderpreis für die Aufführung spanischer Musik. Sie wurde von dem ihr nahestehenden Arthur Rubinstein beraten, vor allen Dingen in Hinsicht auf die Erarbeitung des Klavierwerkes von Frédéric Chopin.
Osińska begann ihre Konzertkarriere 1965. Sie trat in Europa, den Vereinigten Staaten und unter anderem in China auf. Sie nahm an Musikfestivals in Mexiko-Stadt (1982, 1989, 1993), Nohant (1986, 1992, 1999), Echternach (1989, 1992), Duszniki-Zdrój (1989, 1993), Turin (1990), Washington, D.C. (1999) und Gaming (2000) teil. Ihr Repertoire umfasst hauptsächlich Werke von Johann Sebastian Bach, Wolfgang Amadeus Mozart, Felix Mendelssohn Bartholdy, Frederic Chopin, Robert Schumann, Isaac Albéniz, Karol Szymanowski, Alexander Tansman und Sergei Prokofiev. Darüber hinaus gab sie Konzerte mit der Sängerin Teresa Żylis-Gara in Frankreich und Spanien sowie mit der chinesischen Sängerin Monicą Ling Lin. Sie konzertierte mit dem polnisch-mexikanischen Violinisten Henryk Szeryng im Duo.
Osińska nahm als Jurymitglied mehrerer internationaler Klavierwettbewerbe unter anderem in Jaén, Palma de Mallorca, Porto, Bydgoszcz (Artur Rubinstein Gedächtniswettbewerb), Barcelona (Maria Canals Wettbewerb), Valencia, Peking, Moskau, Donezk und in Darmstadt teil. Sie hat Meisterkurse für Pianisten in Japan, Mexiko, Frankreich, China und Polen gegeben.
Osińska ist seit ihrer Gründung 1987 Mitglied der polnischen Kulturstiftung in Warschau. Von 1995 bis 1998 war sie Präsidentin der wiedereingerichteten Vereinigung polnischer Musiker in Paris. 1999 war sie Mitorganisatorin der Feierlichkeiten zum 150. Todestag von Frédéric Chopin in Frankreich. 1997 wurde Osińska mit dem Ritterkreuz des polnischen Ordens ausgezeichnet.